# Nicolas Flagello
Nicolas Oreste Flagello (New York, 15 marzo 1928 – New Rochelle, 16 marzo 1994) è stato un compositore e direttore d'orchestra statunitense. Fu uno degli ultimi compositori americani a sviluppare un peculiare modo di espressione basato interamente sui principi e le tecniche del tardo romanticismo europeo.

## Biografia
Nicolas Flagello nacque a New York, in una famiglia molto appassionata di musica. Suo fratello Ezio Flagello era un basso che cantava al Metropolitan Opera. Uno dei suoi primi insegnanti di musica fu il compositore Vittorio Giannini e poi studiò alla Manhattan School of Music. Dopo la laurea (M.M., 1950) entrò nella facoltà, dove rimase per più di 25 anni. Nel 1955 vinse una borsa di studio Fulbright per studiare all'Accademia Nazionale di Santa Cecilia a Roma dove lavorò con Ildebrando Pizzetti.
Come compositore Flagello credeva fermamente nella musica come mezzo personale per l'espressione emotiva e spirituale. Questa visione fuori moda, insieme al suo rifiuto veemente del serialismo che ha dominato la composizione musicale per diversi decenni dopo la seconda guerra mondiale, impedì alla sua musica di attirare un'attenzione significativa durante gran parte della sua vita. Tra i suoi successi più favorevoli l'oratorio The Passion of Martin Luther King (1968), presentato a Washington nel 1974 e l'opera The Judgment of St. Francis (1959), presentata alla Cattedrale di San Francesco ad Assisi nel 1982.
Ha prodotto una grande quantità di lavori, tra cui sei opere, due sinfonie, otto concerti e numerose composizioni orchestrali, corali, da camera e vocali. Come direttore d'orchestra ha realizzato numerose registrazioni con l'Orchestra Sinfonica di Roma e l'Orchestra da Camera di Roma, concentrandosi sul repertorio dal Barocco al XX secolo. A metà degli anni '80 la sua carriera fu interrotta da una malattia degenerativa, durante la quale alcune opere furono lasciate senza orchestrazione. Molte di queste opere sono state successivamente orchestrate dal compositore e montatore Anthony Sbordoni.
Flagello morì a New Rochelle, New York, il 16 marzo 1994. Dopo la sua morte la musica di Flagello è stata maggiormente seguita e molte dei suoi lavori principali sono stati registrati.

## Registrazioni scelte
- Symphony No. 1; Theme, Variations, and Fugue; Sea Cliffs; Piper Intermezzo (Slovak Radio SO, D. Amos, cond) Naxos 8.559148
- Cello Capriccio (G. Koutzen, cello); Contemplazioni di Michelangelo (N. Tatum, soprano); Lautrec; Remembrance (M. Randolph, soprano; Orch. Sinf. di Roma, N. Flagello, cond) Phoenix PHCD-125
- Piano Sonata; Prelude, Ostinato, and Fugue; Violin Sonata; Declamation; Nocturne et al. (S. Nagata, violin; P. Vinograde, piano) Albany TROY-234
- Piano Concertos Nos. 2, 3 (T. Rankovich, piano); Credendum (E. Oliveira, violin); Overture Burlesca; A Goldoni Overture (Slovak Phil, Kosice, D. Amos, cond) Artek AR-0002-2
- Piano Concerto No. 1 (T. Rankovich, piano); Dante's Farewell (S. Gonzalez, soprano; National RSO of Ukraine, J. M. Williams, cond); Concerto Sinfonico (New Hudson Sax Qt, Rutgers SO, K. Johns, cond) Naxos 8.559296
- Symphony No. 2; Odyssey; Valse Noire; Concerto Sinfonico (U. of Houston Sax Qt, Wind Ensemble, D. Bertman, cond) Naxos 8.573060
- Violin Concerto (E. Oliveira, violin); Mirra Interlude and Dance; Symphonic Aria; The Sisters: Interludio; Songs (S. Gonzalez, soprano; National RSO of Ukraine, J. M. Williams, cond) Artek AR-0036-2
- Passion of Martin Luther King; The Land; L'Infinito (E. Flagello, bass-baritone; N. Flagello, cond) Naxos 8.112065
- Harp Sonata (E. Goodman) BIS CD-319

## Principali lavori

### Opere
- The Wig (1954); libretto del compositore, basato su Pirandello
- Mirra (1955); libretto del compositore, basato su Alfieri
- Rip Van Winkle (1957); operetta per bambini, libretto di Christopher Fiore
- The Sisters (1958); libretto di Dean Mundy
- The Judgment of St. Francis (1959); libretto di Armand Aulicino
- The Piper of Hamelin (1970); opera per bambini, libretto del compositore, basato su Browning
- Beyond the Horizon (1983); libretto del compositore e W. Simmons, basato su O'Neill

### Orchestra
- Beowulf (1949)
- Suite for Amber (1951)
- Symphonic Aria (1951)
- Overture Burlesca (1952)
- Interlude and Dance fm. Mirra (1955)
- Theme, Variations, and Fugue (1956)
- Missa Sinfonica (1957)
- Concerto for String Orchestra (1959)
- Lautrec Ballet Suite (1965)
- A Goldoni Overture (1967)
- Symphony No. 1 (1968)
- Serenata (1968)
- Symphony No. 2 (per fiati e percussioni; 1970)

### Strumento solista con orchestra
- Piano Concerto No. 1 (1950)
- Concerto Antoniano per flauto ed orchestra (1953)
- Piano Concerto No. 2 (1956)
- Violin Concerto (1956)
- Capriccio per violoncello ed orchestra (1962)
- Piano Concerto No. 3 (1962)
- Credendum per violino ed orchestra (1973)
- Concerto Sinfonico per sassofono quartetto e orchestra/banda (1985)

### Voce e coro con orchestra
- The Land (ciclo di canzoni, Tennyson, basso-baritono e orchestra da camera; 1954)
- Tristis est Anima Mea (SATB, orchestra; 1959)
- Dante's Farewell (monodramma, soprano e orchestra, testo di J. Tusiani; 1962)
- Contemplazioni di Michelangelo (soprano e orchestra; 1964)
- An Island in the Moon (soprano/tenore e orchestra, Wm. Blake, 1964)
- Te Deum for All Mankind (SATB, orchestra; 1967)
- Passion of Martin Luther King [oratorio] (basso-baritone, SATB, orchestra; 1968)
- Remembrance (soprano, flauto, archi/quartetto d'archi, E. Bronte, 1971)
- Canto (soprano, orchestra, poema del compositore, 1978)

### Pianoforte
- Etude, Homage to Chopin (1941)
- Three Dances (1945)
- Symphonic Waltzes (1958)
- Prelude, Ostinato, and Fugue (1960)
- Piano Sonata (1962)
- Concertino per Piano, ottoni e timpani (1963)

### Musica da camera
- Chorale and Episode per gruppo di dieci ottoni (1944)
- Lyra per sestetto di ottoni (1945)
- Episodes per quintetto di legni (1957)
- Burlesca per flauto e chitarra (1961)
- Sonata per violino e pianoforte (1963)
- Valse Noire per quartetto di sassofoni (1964)
- Suite per trio di arpa e archi (1965)
- Declamation per violino e pianoforte (1967)
- Philos per quintetto di ottoni (1969)
- Nocturne per violino e pianoforte (1969)
- Ricercare per 19 ottoni e percussioni (1971)

### Miscellanea
- Divertimento per pianoforte e percussioni (1960)
- Harp Sonata (1961)
- Introduction and Scherzo (1964) per fisarmonica
- Electra (1966) per pianoforte, arpa e percussioni
- Marionettes (1968) per arpa
- Odyssey (1981) per Banda

Numerose canzoni per voce e pianoforte